# Trioplast
Trioplast är ett svenskt företag med säte i Smålandsstenar i Gislaveds kommun som tillverkar främst emballage i plast.
Trioplast grundades av Vilhelm Larsson 1965 i Smålandsstenar som kom på idén att använda det då nya materialet polyeten för förpackningsändamål. Företaget övertogs av barnen Bo och Lars Larsson i mitten av 1970-talet och sedan 1984 blev Bo Larsson ensam ägare av företag fram tills försäljning den 29 mars 2018 till Altor Fond IV.
Trioplastkoncernen, med moderföretaget Trioplast Industrier AB, har idag produktion, förutom i Sverige, i Danmark, Frankrike och Saudiarabien. Trioplast har bland annat förvärvat Ekmans Jönköping AB 1985, Bengt Lundin AB i Arvika 1994 samt Mo Industri AB i Bottnaryd, Ekoplast Emballage AB i Varberg och Extruding Pac i Glimåkra AB 2007.
Trioplast tillverkar bland annat bärkassar, omslagsplast till ensilagebalar, krympfolie, förpackningskartonger och komponenter till blöjor.
Koncernen har 1 009 anställda och en omsättning på 4,2 miljarder kronor (2017).
Den 29 mars 2018 såldes Trioplast Industrier AB till riskkapitalbolaget Altor Fond IV.